# Informatika
Informatika je područje ljudskog djelovanja koje se bavi proučavanjem, razvojem i uporabom postupaka i uređaja za automatski prijenos i obradu podataka. Informatika se može definirati i na druge načine. 
Imenicu „Informatik“ je 1957. skovao njemački kibernetičar Karl Steinbuch za automatsku obradu podataka, kombinirajući imenice „informacija“ i „automatika“. Kao „informatique“ prihvatio ju je Philippe Dreyfus 1962. (rekavši da su to „informacija“ i „elektronika“, tj. „information“ i „automatique“). Francuska akademija je 1967. objavila definiciju informatike kao „znanosti o prikladnoj obradi podataka, osobito pomoću automatskih strojeva, koja se smatra potporom znanjima u područjima znanosti, ekonomije i društva“.
U Hrvatskoj je 1970. je posebnim zakonom osnovan Savjet za informatiku, a 1977. se u Zakonu o informatičkoj djelatnosti navodi da se pod tom djelatnošću razumijeva izgradnja i povezivanje informacijskih sistema, kao i da pojam „informatička oprema“ znači uređaje za automatsku obradu i prijenos podataka i informacija.
Informatika sada u Hrvatskoj zakonski pripada u područje društvenih znanosti, a u njemu u polje informacijskih i komunikacijskih znanosti, koje se grana na: arhivistiku i dokumentalistiku; informacijske sustave i informatologiju; knjižničarstvo; komunikologiju; odnose s javnošću; leksikografiju i enciklopedistiku; muzeologiju; masovne medije; novinarstvo; organizaciju i informatiku; informacijsko i programsko inženjerstvo.
Pod informatikom se danas najčešće podrazumijeva predmet kojeg uče srednjoškolci i važno je istaknuti da se razlikuje od predmeta računarstvo, iako sadrži i osnove računarstva. U informatici se više daje naglasak na informacije, postupke, načine obrade podataka i primjenu računala i informatičkih uređaja, dok je manje riječ o samim računalima i njihovoj unutarnjoj građi, čime se više bavi računarstvo.